# Hawthorn Woods
Hawthorn Woods – wieś w Stanach Zjednoczonych, w stanie Illinois, w hrabstwie Lake.